# 亀頭包皮炎
亀頭包皮炎（英: balanoposthitis）は、陰茎亀頭および陰茎包皮の炎症を指す。亀頭に雑菌や真菌（カビ）などが感染することによって起こる皮膚炎である。ヒトからヒトへ感染することがない場合、性感染症ではないとされている。亀頭包皮炎が発症すると、亀頭部分や包皮の皮膚が赤くなり、ニキビのような赤い斑点や、ただれ、アトピーのような症状が発生する。かゆみや痛みがある場合もある。
市販の軟膏クリームで治癒する場合もあるが、医師の処方が必要な抗生物質や抗真菌剤配合の軟方を必要とする場合もある。

## 徴候・症状
- 亀頭の小さな赤い糜爛（最初の徴候）
- 包皮の発赤
- 陰茎の発赤
- 陰茎頭部のその他の発疹
- 悪臭を伴う排出物
- 包皮と陰茎の痛み

### 合併症
亀頭包皮炎の再発は、包皮口の瘢痕化の原因となり、包皮の弾力性の低下は、病的包茎を引き起こし得る。合併症として、下記のものが考えられる。
- 尿道口狭窄
- 真性包茎
- 嵌頓包茎

## 原因

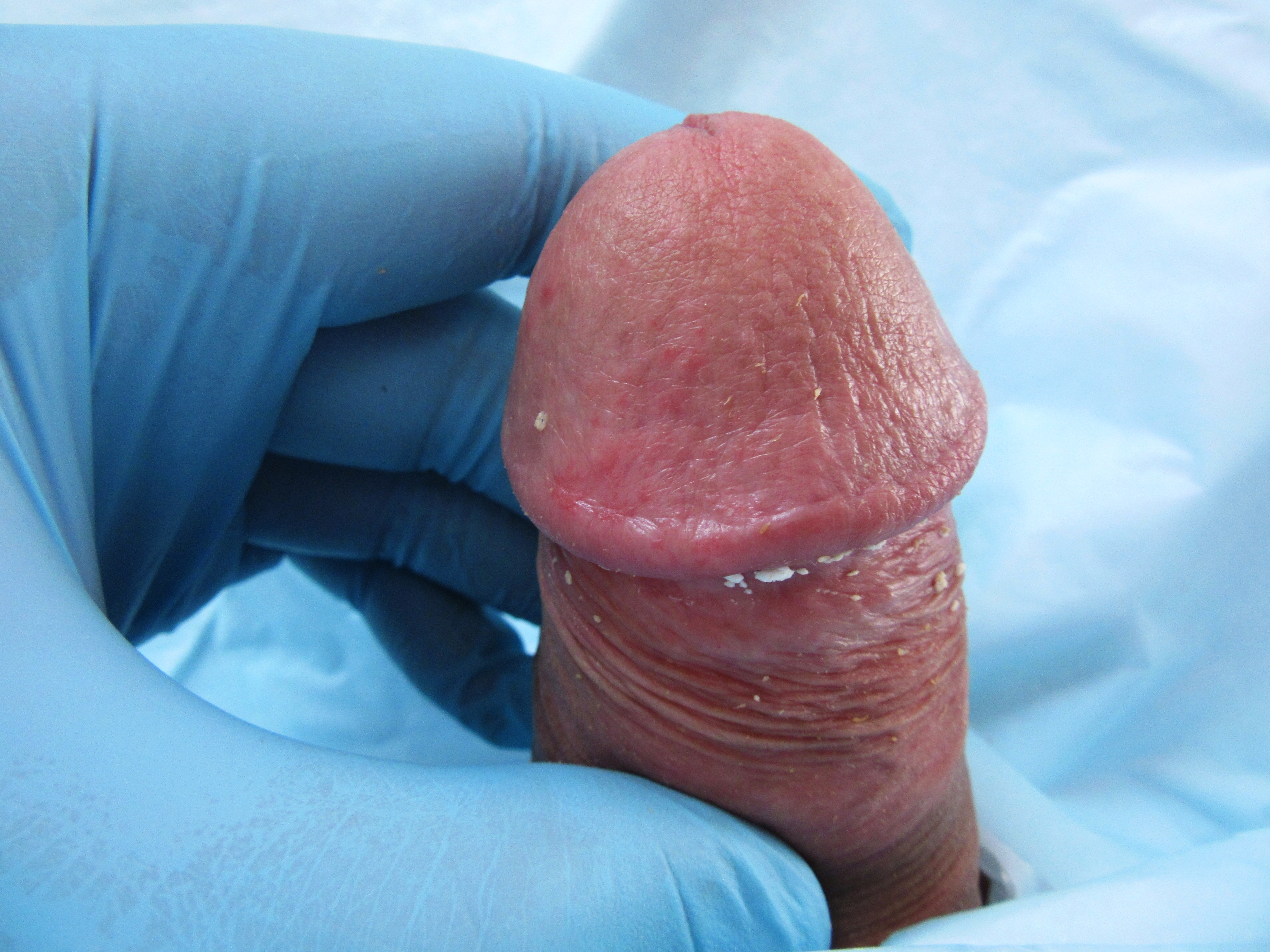
恥垢により引き起こされた亀頭炎

炎症の原因としては、環境物質による刺激、特定の薬剤、身体的外傷、細菌、ウイルス、真菌等の感染など、様々なものが考えられる。これらの中には性行為によって感染するものもあるが、イースト感染症であるカンジダ性亀頭包皮炎は一般的に性感染症には分類されない。
ヒトの場合小児に多く見られ、包茎もその原因となる。割礼後の症例は少ない。
多くの場合、包皮の機能不全が原因または一因である。洗浄が不充分な場合も過度な場合も問題を起こす。

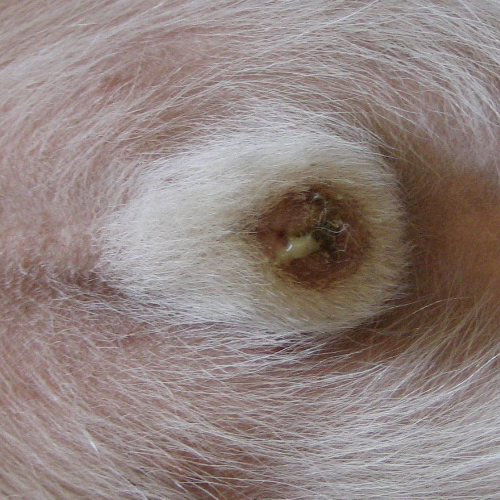
亀頭包皮炎に罹患したイヌの陰茎鞘

イヌでは亀頭包皮炎は外傷や異物の侵入などの外皮系の崩壊により引き起こされる。一般に行動に異常はなく、陰茎包皮を過度に舐め、黄緑色の膿様分泌が認められる。
ヒツジの潰瘍性地方病性亀頭包皮炎はCorynebacterium renale 群 (C. renalem, C. pilosum, C. cystidis) により引き起こされる。pizzle rotとして知られる。
ウシでは牛ヘルペスウイルス1型により引き起こされる。
亀頭包皮炎は、有袋類のギルバート・ポトルーが絶滅寸前まで減少した一因と考えられている。

## 診断
診断では、充分な病歴聴取、炎症表面の分泌物の採取と培養、生検による病理学的検査などにより慎重に原因を特定する必要がある。

## 治療
成人の初期治療では、包皮を剥いて陰茎を洗浄するだけで済むことが多いが、軽症でも抗生物質や抗真菌薬の軟膏を外用する場合がある。重症度によっては、ステロイド外用薬を使用する場合もある。
包茎が原因となっている場合、再発を繰り返すのであれば包茎手術を行う。